# Tommy Le
Tommy Le (* 1981 oder 1982; eigentlich Nhan Le) ist ein professioneller US-amerikanischer Pokerspieler vietnamesischer Abstammung. Er trägt den Spitznamen Tommy Legend und ist zweifacher Braceletgewinner der World Series of Poker.

## Persönliches
Les älterer Bruder Nam Le ist ebenfalls Pokerspieler. Tommy Le lebt in Huntington Beach.

## Pokerkarriere

### Werdegang
Seine erste Geldplatzierung bei einem Live-Pokerturnier erzielte Le im November 2005 bei einem Event im Commerce Casino in Los Angeles. Im Juli 2006 war er erstmals bei der World Series of Poker (WSOP) im Rio All-Suite Hotel and Casino in Paradise am Las Vegas Strip erfolgreich und kam bei einem Turnier der Variante No Limit Hold’em in die Geldränge. Bei der WSOP 2007 erreichte der Amerikaner erstmals beim Main Event die Geldränge und belegte den mit über 100.000 US-Dollar dotierten 79. Platz. Ende April 2008 saß er beim Main Event der World Poker Tour im Hotel Bellagio am Las Vegas Strip am Finaltisch und beendete das Turnier als Fünfter, wofür er knapp 400.000 US-Dollar erhielt. Bei der WSOP 2008 verbesserte Le seine Platzierung im Main Event aus dem Vorjahr und sicherte sich für seinen 47. Platz rund 135.000 US-Dollar. Mitte Juni 2010 erreichte er seinen ersten WSOP-Finaltisch und beendete ein Event in Pot Limit Omaha als Achter. Auch bei der WSOP 2012 saß er in derselben Variante an einem Finaltisch und erhielt knapp 65.000 für Rang sechs. Anfang Juli 2016 wurde der Amerikaner bei der Pot Limit Omaha Championship Dritter und belegte acht Tage später den zweiten Platz beim Pot-Limit Omaha High Roller, wodurch er sich bei der WSOP 2016 Preisgelder von über einer Million US-Dollar sicherte. Auch im Jahr darauf erreichte er bei der WSOP 2017 den Finaltisch der Pot Limit Omaha Championship und entschied das Turnier mit einem Hauptpreis von knapp 940.000 US-Dollar nun für sich, was ihm zusätzlich sein erstes Bracelet zusicherte. Bei der WSOP 2021 wurde der Amerikaner bei einem Omaha-Event Zweiter für rund 125.000 US-Dollar und setzte sich vier Tage später erneut bei der Pot Limit Omaha Championship durch. Dafür erhielt er sein zweites Bracelet sowie eine Siegprämie von 750.000 US-Dollar.
Insgesamt hat sich Le mit Poker bei Live-Turnieren knapp 4,5 Millionen US-Dollar erspielt.

### Braceletübersicht
Le kam bei der WSOP 29-mal ins Geld und gewann zwei Bracelets:
| Jahr | Buy-in (in $) | Turnier                               | Teilnehmer | Preisgeld (in $) |
| ---- | ------------- | ------------------------------------- | ---------- | ---------------- |
| 2017 | 10.000        | Pot-Limit Omaha 8-Handed Championship | 428        | 938.732          |
| 2021 | 10.000        | Pot-Limit Omaha 8-Handed Championship | 344        | 746.477          |